# Австрия на зимних Олимпийских играх 1984
Австрия принимала участие в зимних Олимпийских играх 1984 года в Сараево (Югославия) в четырнадцатый раз за свою историю, и завоевала одну бронзовую медаль. 
Эта Олимпиада стала самой неудачной в истории Австрии на зимних Олимпиадах. После сравнительно неплохой Олимпиады 1980 года в Лейк-Плэсиде (3 золота, 2 серебра и 2 бронзы) австрийцев на Играх в соседней для них Югославии стал настоящий провал.
Кроме бронзы Антона Штайнера в скоростном спуске ещё несколько австрийцев были близки к наградам. Горнолыжник Франц Грубер стал 4-м в гигантском слаломе, Росвита Штайнер стала четвёртой в слаломе. Саночники Георг Флуккингер и Франц Вильхельмер заняли 4-е место в заездах двоек. Несколько австрийских спортсменов заняли пятые и шестые места.
| Австрия на олимпиаде 1984 года в Сараево | Австрия на олимпиаде 1984 года в Сараево | Австрия на олимпиаде 1984 года в Сараево | Австрия на олимпиаде 1984 года в Сараево | Австрия на олимпиаде 1984 года в Сараево |
| Медали                                   | Спортсмены                               | Вид спорта                               | Дисциплина                               | Результат                                |
| ---------------------------------------- | ---------------------------------------- | ---------------------------------------- | ---------------------------------------- | ---------------------------------------- |
| Бронза                                   | Антон Штайнер                            | Горнолыжный спорт                        | Скоростной спуск, мужчины                | 1.45,95                                  |

## Состав и результаты олимпийской сборной Австрии

### Бобслей
Спортсменов — 8
Мужчины
| Соревнование | Спортсмены                                                           | 1 заезд   | 1 заезд | 2 заезд   | 2 заезд | 3 заезд   | 3 заезд | 4 заезд   | 4 заезд | Итоговый результат | Итоговое место |
| Соревнование | Спортсмены                                                           | Результат | Место   | Результат | Место   | Результат | Место   | Результат | Место   | Итоговый результат | Итоговое место |
| ------------ | -------------------------------------------------------------------- | --------- | ------- | --------- | ------- | --------- | ------- | --------- | ------- | ------------------ | -------------- |
| Двойки       | Вальтер делле Карт Иоганн Линднер                                    | 52,61     | 10      | 53,01     | 13      | 52,33     | 12      | 52,64     | 14      | 3:30,59            | 12             |
| Двойки       | Петер Киенаст Кристиан Марк                                          | 52,79     | 13      | 52,97     | 11      | 52,42     | 14      | 52,47     | 12      | 3:30,65            | 13             |
| Четвёрки     | Вальтер делле Карт Гюнтер Криспель Фердинанд Грёссинг Иоганн Линднер | 50,60     | 7       | 51,14     | 11      | 51,19     | 9       | 51,28     | 10      | 3:24,21            | 10             |
| Четвёрки     | Петер Киенаст Франц Сиегль Герхард Рёдль Кристиан Марк               | 50,83     | 11      | 51,27     | 13      | 51,29     | 12      | 51,24     | 8       | 3:24,63            | 11             |